# Dino Stecher
Pour les articles homonymes, voir Stecher.
Dino Stecher, né le 5 avril 1964, est un joueur professionnel et entraîneur assistant hockey sur glace suisse.

## Biographie
Né le 5 avril 1964, Dino Stecher commence sa carrière durant la saison 1982-1983 avec le HC Olten, qui évolue alors en Ligue nationale B. D’abord substitut d’Heinz Grieder, il prend sa succession après son départ pour le Zürcher SC en 1984. Durant sa première saison en tant que titulaire, il participe à la promotion du club soleurois en Ligue nationale A. Après une première saison en première division au Kleinholz, il s’engage avec le HC Fribourg-Gottéron. Il y reste durant sept saisons, participant à trois reprises à la finale, sans aucune victoire finale.
Il part ensuite au Zürcher SC, où il joue deux saisons avant de mettre un terme à sa carrière au printemps 1996 et de devenir entraîneur des gardiens du club zurichois. Il remet son équipement après une blessure que subit Thomas Papp. Son parcours avec le club zurichois se termine en décembre 1997, après une blessure. Il devient alors durant quelque temps entraîneur des gardiens chez les juniors du CP Berne, avant de faire une ultime pige avec le HC Coire lors du barrage de promotion/relégation en 1999.
Il devient ensuite entraîneur au sein du mouvement junior du HC Olten, avant d’être nommé, en 2002, entraîneur en chef du HC Arosa en deuxième ligue (quatrième division). Il reste deux saisons dans les Grisons, avant de revenir à Olten, d’abord en tant qu’assistant de la première équipe, qui évolue en Ligue nationale B, puis en tant qu’entraîneur principal durant trois saisons. En 2009, il devient entraîneur des juniors élites du HC Bienne, avant de passer une saison, en 2010-2011, à la tête du GCK Lions. Il retourne, en fin de saison, au HC Bienne pour assister Kevin Schläpfer. En 2013, il quitte son poste pour reprendre la tête du HC Bâle. Après la faillite du club bâlois en juillet 2014, il retourne au HC Olten, en tant qu’assistant de Scott Beattie, puis d’Heikki Leime. Après avoir été démis de ses fonctions au cours de la saison 2015-2016, il revient au poste d’assistant de Schläpfer au HC Bienne

## Palmarès
- Vice-champion de Suisse en 1992, 1993 et 1994 avec Fribourg-Gottéron
- Trophée Jacques Plante du meilleur gardien du championnat de Suisse en 1994

## Statistiques
| Saison    | Équipe               | Ligue |    | Saison régulière | Saison régulière | Saison régulière | Saison régulière | Saison régulière | Saison régulière | Saison régulière |     | Séries éliminatoires | Séries éliminatoires | Séries éliminatoires | Séries éliminatoires | Séries éliminatoires | Séries éliminatoires | Séries éliminatoires |
| Saison    | Équipe               | Ligue | PJ | Min              | BC               | Moy              | % Arr            | Bl               | Pun              | PJ               | Min | BC                   | Moy                  | % Arr                | Bl                   | Pun                  |                      |                      |
| 1982-1983 | HC Olten             | LNB   |    |                  |                  |                  |                  |                  |                  |                  |     |                      |                      |                      |                      |                      |                      |                      |
| 1983-1984 | HC Olten             | LNB   |    |                  |                  |                  |                  |                  |                  |                  |     |                      |                      |                      |                      |                      |                      |                      |
| 1984-1985 | HC Olten             | LNB   |    |                  |                  |                  |                  |                  |                  |                  |     |                      |                      |                      |                      |                      |                      |                      |
| 1985-1986 | HC Olten             | LNA   | 35 |                  |                  | 5,51             |                  |                  |                  | -                | -   | -                    | -                    | -                    | -                    | -                    |                      |                      |
| 1986-1987 | HC Olten             | LNA   | 30 |                  |                  | 5,48             |                  |                  |                  | -                | -   | -                    | -                    | -                    | -                    | -                    |                      |                      |
| 1987-1988 | HC Fribourg-Gottéron | LNA   | 35 |                  |                  | 5,37             |                  |                  |                  | -                | -   | -                    | -                    | -                    | -                    | -                    |                      |                      |
| 1988-1989 | HC Fribourg-Gottéron | LNA   | 34 |                  |                  | 5,99             |                  |                  |                  | 2                |     |                      | 7,50                 |                      |                      |                      |                      |                      |
| 1989-1990 | HC Fribourg-Gottéron | LNA   | 35 |                  |                  | 4,63             |                  |                  |                  | 3                |     |                      | 4,15                 |                      |                      |                      |                      |                      |
| 1990-1991 | HC Fribourg-Gottéron | LNA   | 35 |                  |                  | 3,98             |                  |                  |                  | 8                |     |                      | 5,00                 |                      |                      |                      |                      |                      |
| 1991-1992 | HC Fribourg-Gottéron | LNA   | 33 |                  |                  | 2,61             |                  |                  | 10               | 14               |     |                      | 3,44                 |                      |                      |                      |                      |                      |
| 1992-1993 | HC Fribourg-Gottéron | LNA   | 31 |                  |                  | 2,77             |                  |                  | 0                | 9                |     |                      | 3,42                 |                      |                      | 10                   |                      |                      |
| 1993-1994 | HC Fribourg-Gottéron | LNA   | 34 |                  |                  | 2,29             |                  |                  | 6                | 11               |     |                      | 3,64                 |                      |                      | 2                    |                      |                      |
| 1994-1995 | Zürcher SC           | LNA   | 25 |                  |                  | 4,10             |                  |                  |                  | 5                |     |                      | 4,93                 |                      |                      |                      |                      |                      |
| 1995-1996 | Zürcher SC           | LNA   | 10 |                  |                  | 4,44             |                  |                  |                  | -                | -   | -                    | -                    | -                    | -                    | -                    |                      |                      |
| 1996-1997 | Zürcher SC           | LNA   | 37 |                  |                  | 4,01             |                  |                  | 6                | 5                |     |                      | 4,20                 |                      |                      | 0                    |                      |                      |
| 1997-1998 | ZSC Lions            | LNA   | 12 |                  |                  | 3,39             | 88,7             |                  |                  | -                | -   | -                    | -                    | -                    | -                    | -                    |                      |                      |
| 1998-1999 | HC Coire             | LNB   | -  | -                | -                | -                | -                | -                | -                | 4                |     |                      | 4,50                 |                      |                      | 2                    |                      |                      |